# Rybinsk
Rybinsk (Russisch: Рыбинск) is de op een na grootste stad van de Russische oblast Jaroslavl en ligt aan de zuidoostpunt van het Stuwmeer van Rybinsk aan de Wolga. Rybinsk ligt ten noordwesten van Jaroslavl en is onderdeel van de Gouden Ring van Rusland. De stad telde 222.653 inwoners bij de volkstelling van 2002, in 2017 waren er ruim 190.000 inwoners.

## Geschiedenis

### Middeleeuwen
Rybinsk is een van de oudste Slavische vestigingen aan de Wolga. De plaats werd door kroniekschrijvers in 1071 genoemd als Oest-Sjeksna, wat "de monding van de Sjeksna" betekent. In die tijd was de vestiging een regionaal centrum voor handwerk, metalen producten en handel.
In het midden van de 13e eeuw werd Oest-Sjeksna verwoest door de Mongoolse invasie van Rusland. In de daaropvolgende eeuwen wordt de plaats afwisselend Oest-Sjeksna of Rybansk genoemd. Vanaf 1504 werd het in documenten aangeduid als Rybnaja Sloboda ("vissersdorp"). Die naam wordt verklaard door het feit dat de plaats het Moskouse hof voorzag van kwalitatief hoogstaande steur en sterlet. In de 17e eeuw, toen het dorp door handel met West-Europa rijk was geworden, was men in staat diverse stenen kerken te laten bouwen, waarvan er een nog bestaat.

### Gouden eeuw
In de 18e eeuw zette de sloboda de welvaart op basis van de Wolga-handel voort. Catharina de Grote verleende stadsrechten en hernoemde de stad tot Rybinsk. Grote vrachtboten konden er hun lading overzetten op kleine, geschikt voor het kanalenstelsel van Mariinsk, dat het Russische achterland verbindt met de Oostzee. De plaatselijke haven werd bekend als de "hoofdstad van de Wolgaslepers".
Het opvallendste gebouw van de stad, de neoklassieke Transfiguratie-kathedraal, werd tussen 1838 en 1851 aan de oever van de rivier gebouwd. Het ontwerp was van de deken van de Keizerlijke kunstacademie, Abraham Melnikov, die het had gemaakt voor de Izaäkkathedraal in Sint-Petersburg. Nadat zijn ontwerp daarvoor niet was verkozen, verkocht hij het aan de autoriteiten van Rybinsk.
Als belangrijke handelsstad aan de boven-Wolga trok Rybinsk vroeger veel mensen van elders aan. Als gevolg daarvan werden ook een Lutherse en een Rooms-Katholieke kerk gebouwd. Ook bevindt er zich een Nobel Familiemuseum, dat de bezigheden van die prominente Zweedse familie tijdens het Russische keizerrijk weergeeft.
In Rybinsk staat een 18e-eeuws landhuis van de Michalkovs, waarvan Sergej Michalkov, Nikita Michalkov, en Andrej Kontsjalovski afstammelingen zijn. De 20e-eeuwse Amerikaanse invloedrijke filmbazen Nicholas Schenck en Joseph Schenck werden in de stad geboren.

## Economie
De bedrijven in Rybinsk met grotere bekendheid zijn de producent van vliegtuigmotoren NPO Saturn (met twee vestigingen); een producent van gasturbines, een producent van elektronica en van kabels voor elektriciteit. Er is machinebouw, o.a. voertuigen voor wegenbouw en -onderhoud. Er zijn drie scheepswerven en een hydro-elektrische centrale. Op het gebied van de lichte industrie is er graanoverslag en voedingsmiddelenindustrie, productie van lederwaren en meubels. De stad beschikt over het Staroselije vliegveld, vanwaar  geen regelmatige vluchten plaatsvinden. Op 95 km afstand ligt het vliegveld Toenosjna van Jaroslavl. Vanuit het monumentale treinstation is er een spoorverbinding naar Jaroslavl. Vanuit dat knooppunt is er verbinding met Moskou, met Archangelsk, en via Bologoje naar 
Sint-Petersburg.

##### Cultuur en toerisme
De stad heeft een behoorlijk aantal bezienswaardigheden en meerdere hotels. In de zomer wordt onder andere een retro-festival op het gebied van binnenvaartschepen gehouden. Onder de teams die zich hiervoor inschrijven zijn ook buitenlandse.

## Klimaat
Rybinsk heeft een landklimaat zonder droog seizoen, code Dfb volgens Köppen. Het temperatuurverschil tussen winter en zomer is vrij groot maar de winters zijn niet zo extreem als verder naar het oosten. De gemiddelde minimum- en maximumtemperatuur bedraagt in januari resp. −11,8 °C en −5,7 °C; en in juli 14,5 °C en 23,5 °C. De jaarlijkse neerslaghoeveelheid bedraagt omstreeks 650 mm.

## Geboren in Rybinsk
- Joseph Schenck (1878–1961), manager diverse filmbedrijven in de Verenigde Staten
- Nikolas Schenck (1881–1969), een van de grondleggers van de filmbranche in Hollywood
- Boris Grigorjev (1886–1939), schilder en dichter
- Genrich Jagoda (1891–1938), chef van de geheime politie NKVD
- Stanislaw Rostozki (1922–2001), regisseur en tekstschrijver
- Aleksej Ovtsjinin (1971), kosmonaut
- Vladimir Potkin (1982), schaakmeester

## Galerij

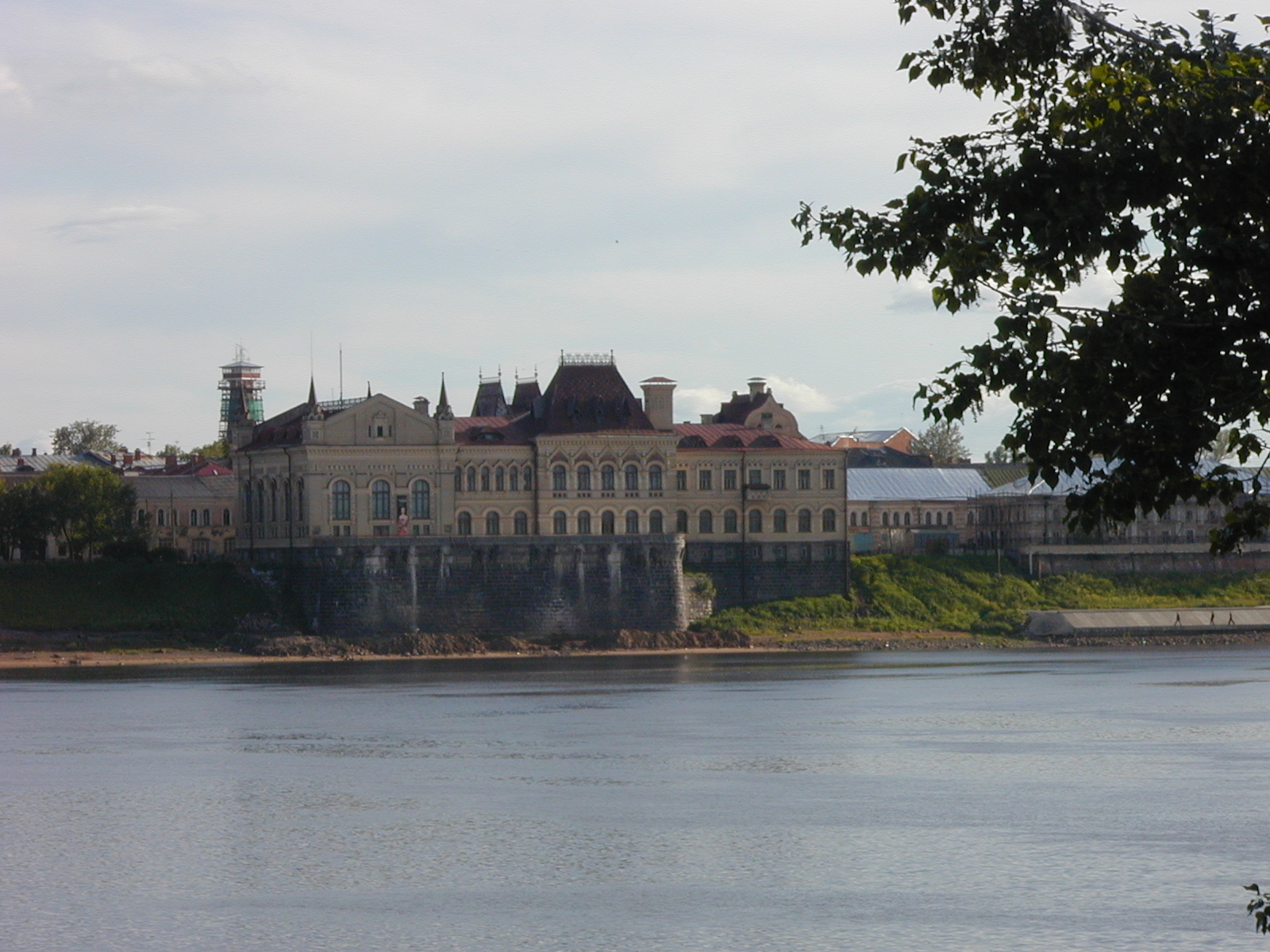
Beurs / museum van Rybinsk
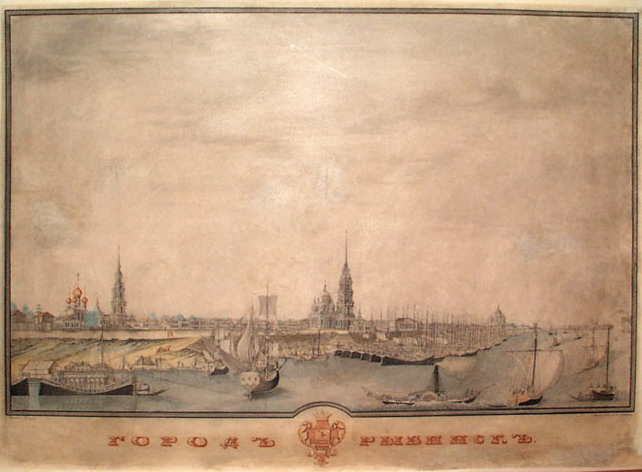
Gezicht op Rybinsk in de jaren 1820
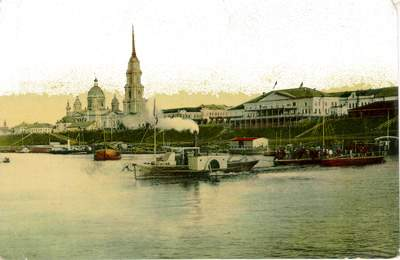
19e-eeuws gezicht op Rybinsk (briefkaart)
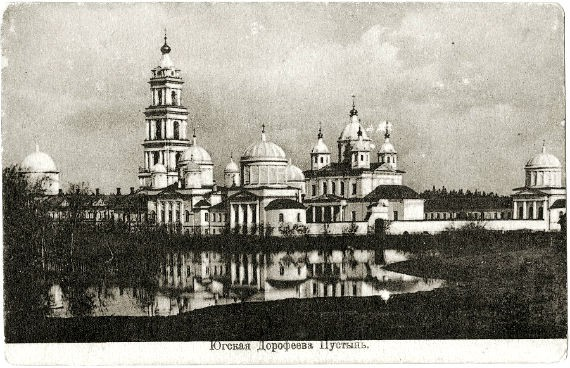
19e-eeuwse foto van een voormalig klooster, nu onder water van het stuwmeer
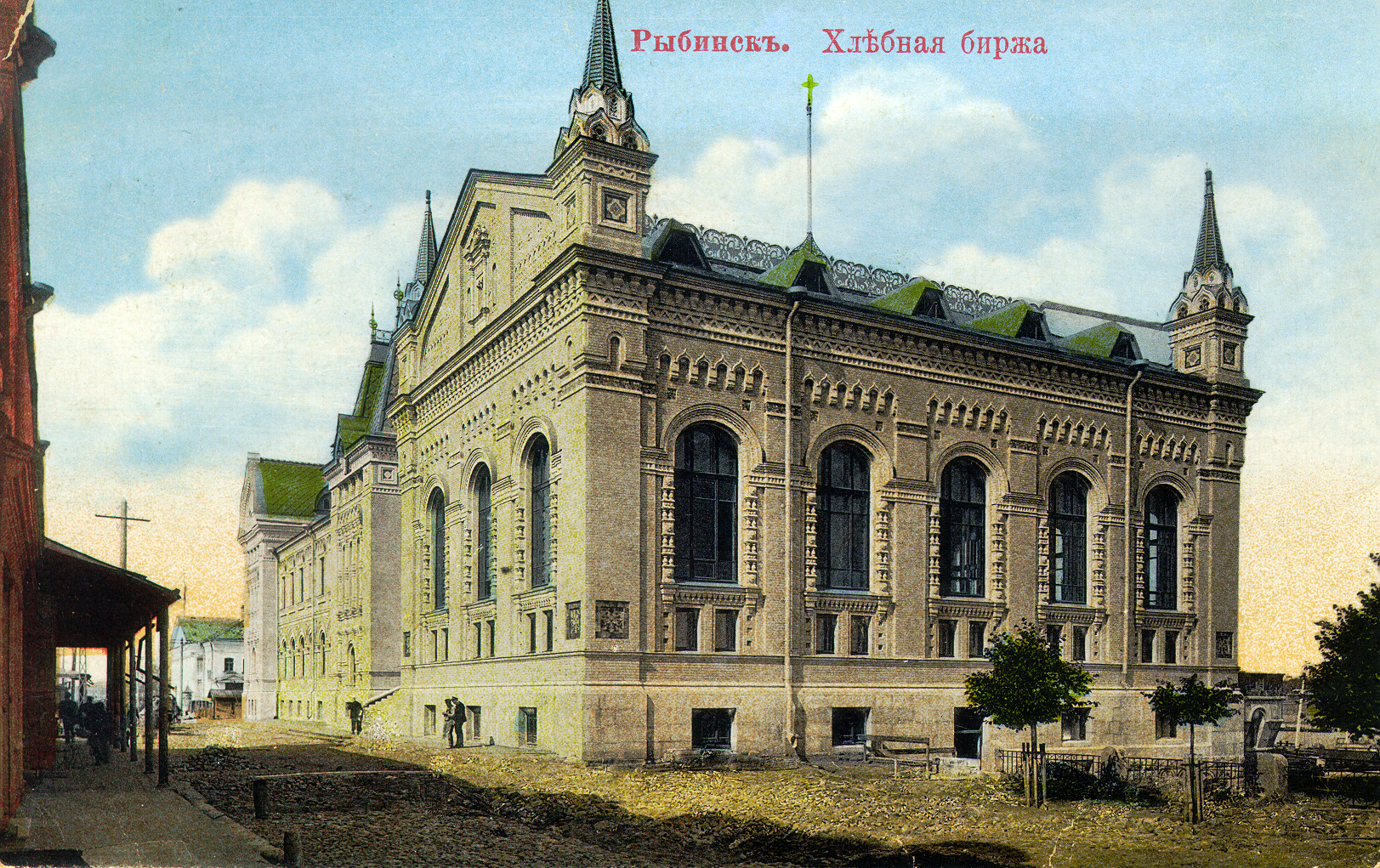
Oude foto van de graanbeurs
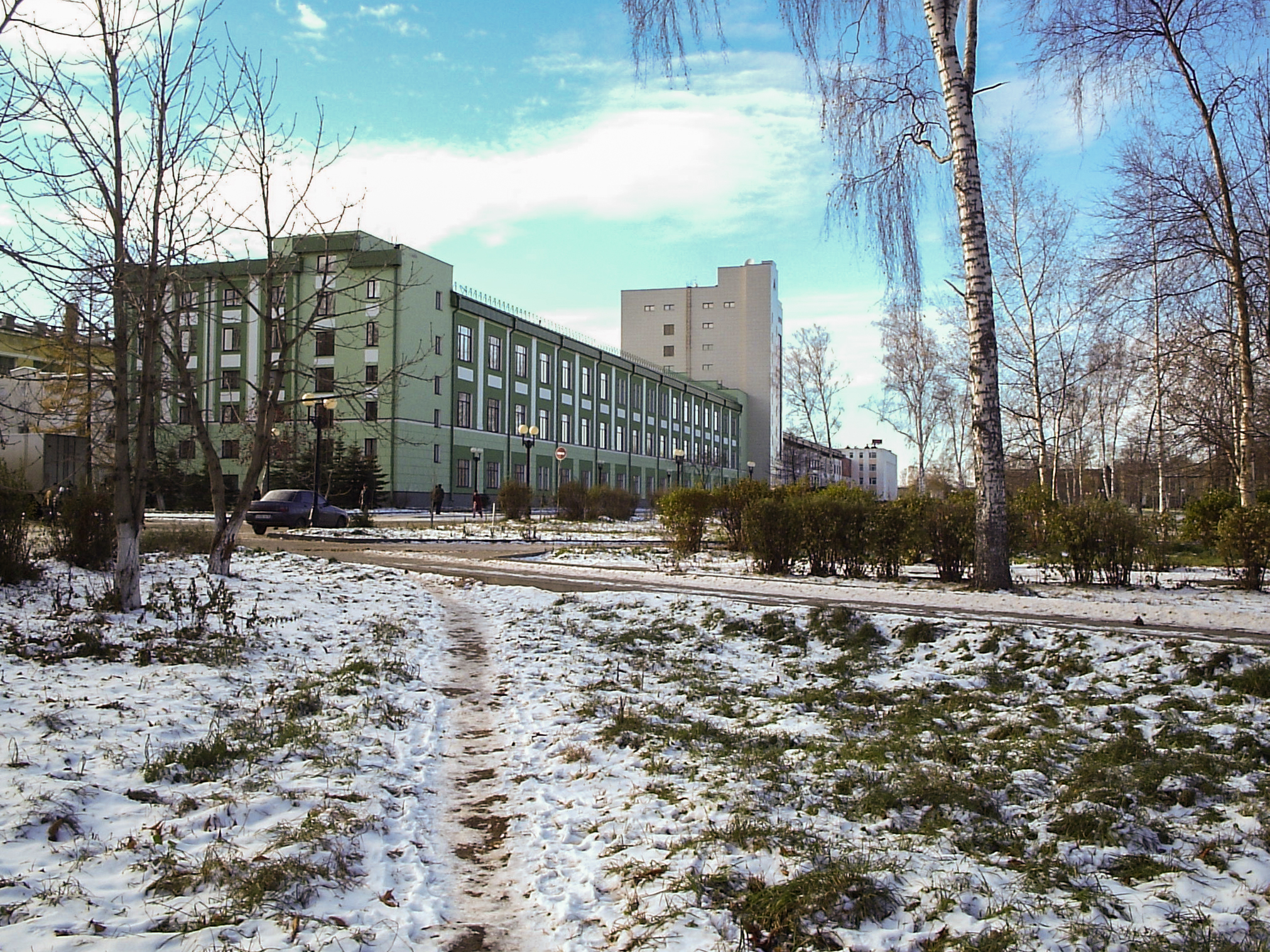
Gebouw van vliegtuigmotorbouwer NPO Saturn
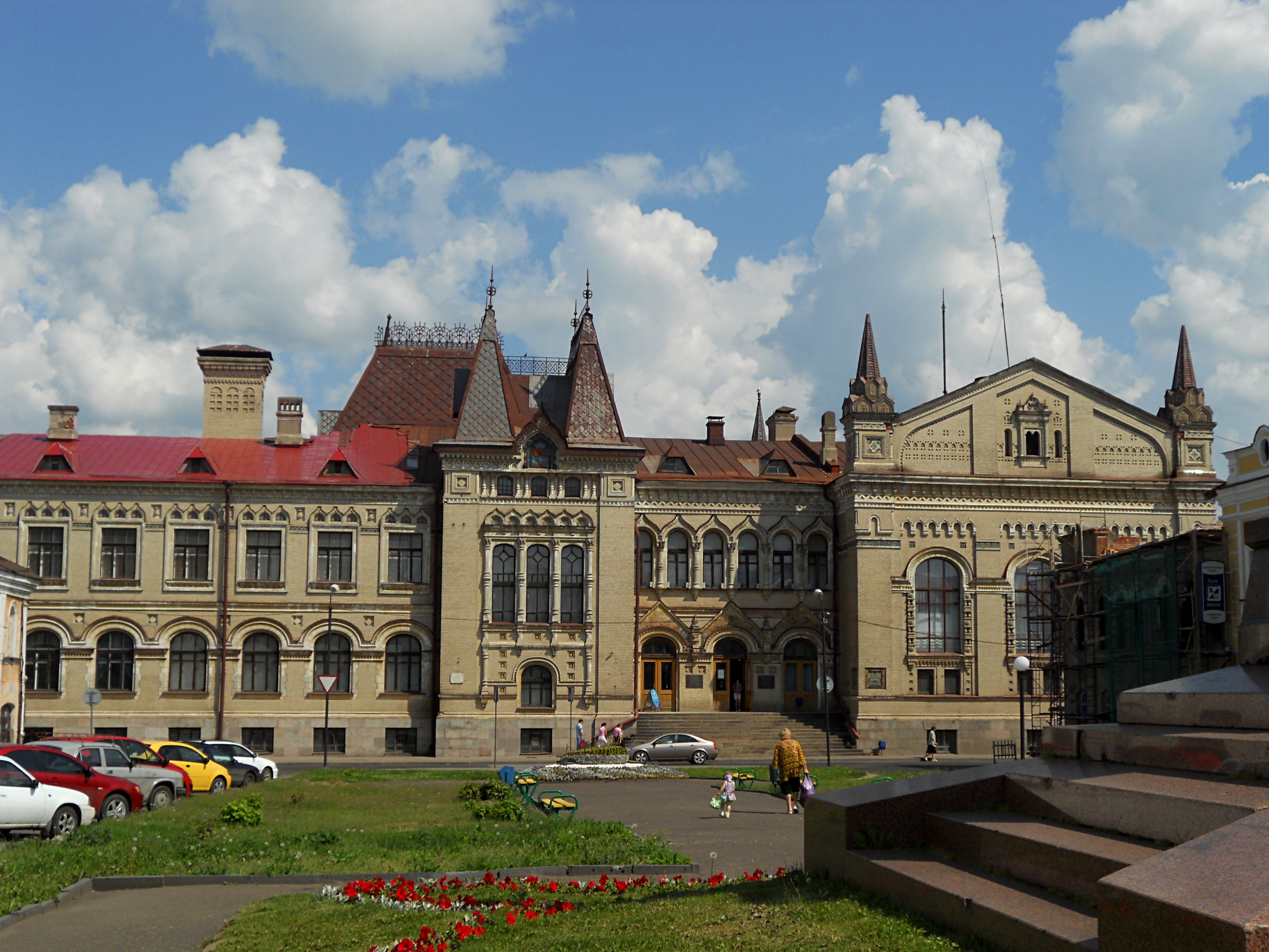
Historisch- en kunstmuseum, met iconen, schilderijen, glaswerk en porselein
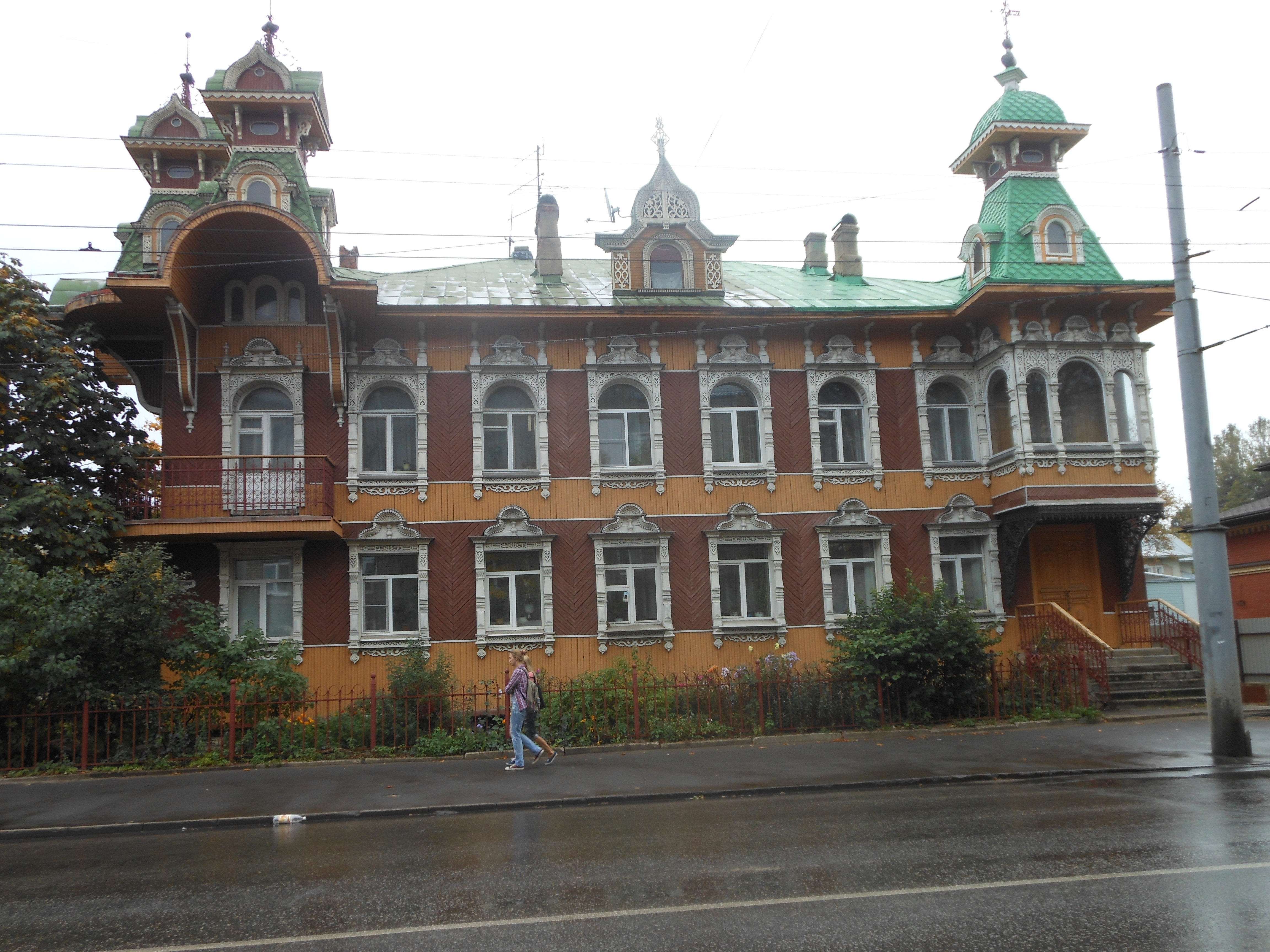
Huis van kunstenaars, Poesjkinstraat
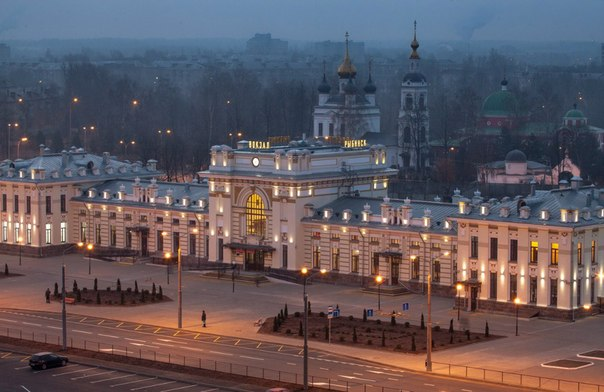
Spoorwegstation
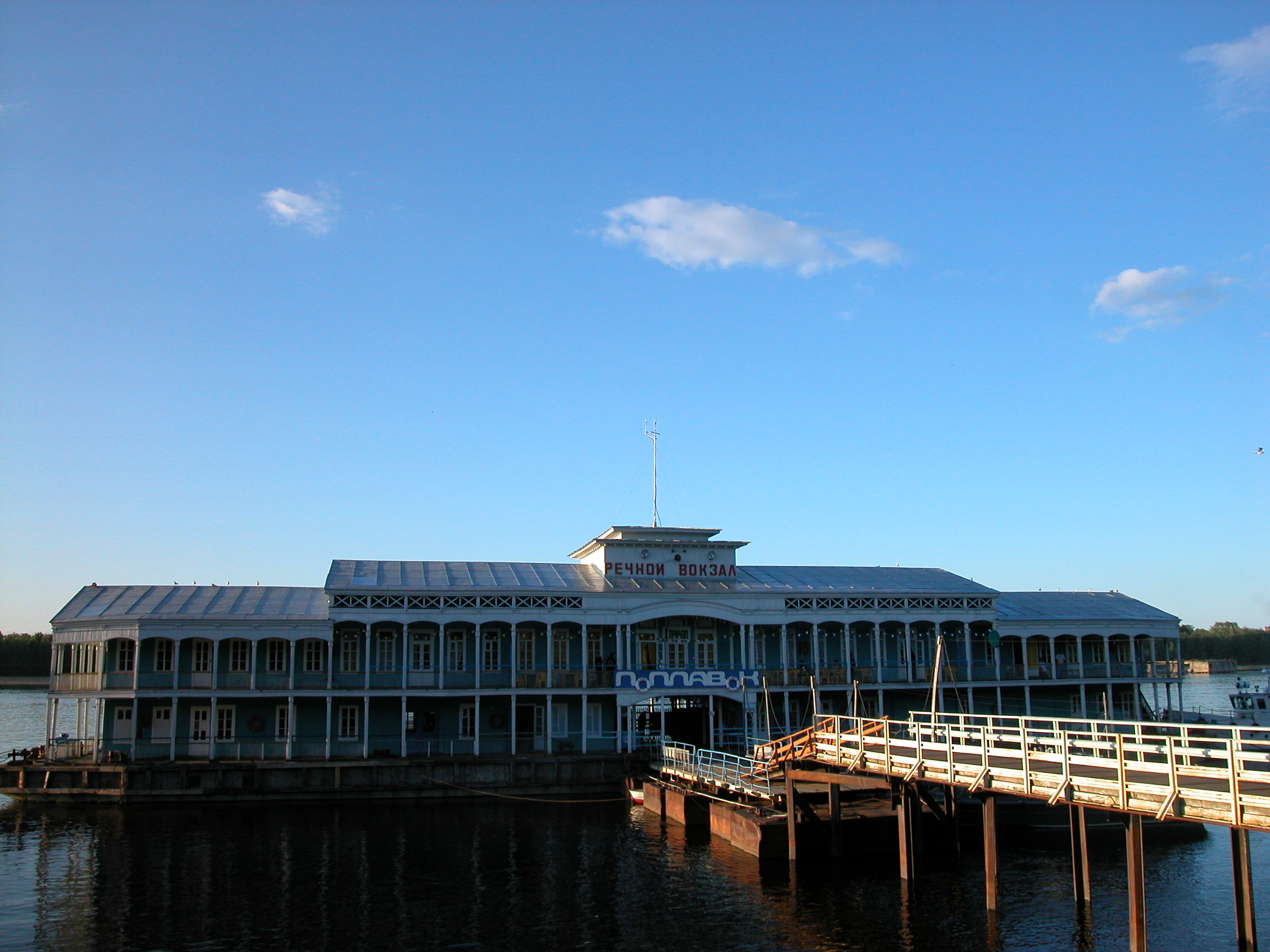
Rivierstation van Rybinsk

Bestuurlijk centrum: Jaroslavl

Danilov · Gavrilov-Jam · Ljoebim · Mysjkin · Oeglitsj · Pereslavl-Zalesski · Posjechonje · Rostov · Rybinsk · Toetajev
Aleksandrov · Bogoljoebovo · Gorochovets · Goes-Chroestalny · Ivanovo · Jaroslavl · Joerjev-Polski · Kaljazin · Kideksja · Kostroma · Moerom · Moskou · Oeglitsj · Palech · Pereslavl-Zalesski · Pljos · Rostov · Rybinsk · Sergiev Posad · Soezdal · Toetajev · Vladimir